# Noram Cup w biegach narciarskich 2010/2011
Noram Cup w biegach narciarskich 2010/2011 – kolejna edycja tego cyklu zawodów, zaliczana do Pucharu Kontynentalnego.

## Kobiety

### Kalendarz i wyniki
| Lp  | Data                             | Miejscowość                      | Dystans                          | 1. miejsce            | 2. miejsce            | 3. miejsce            |
| --- | -------------------------------- | -------------------------------- | -------------------------------- | --------------------- | --------------------- | --------------------- |
| 1.  | 11 grudnia 2010                  | Sovereign Lake                   | Sprint s. klasyczny              | Perianne Jones        | Sadie Maubet Bjornsen | Jennie Bender         |
| 2.  | 12 grudnia 2010                  | Sovereign Lake                   | 10 km s. dowolnym                | Holly Brooks          | Caitlin Compton       | Brooke Gosling        |
| 3.  | 17 grudnia 2010                  | Black Jack Ski Club              | Sprint s. dowolnym               | Sadie Maubet Bjornsen | Perianne Jones        | Holly Brooks          |
| 4.  | 18 grudnia 2010                  | Black Jack Ski Club              | 5 km s. dowolny                  | Holly Brooks          | Jessica Diggins       | Caitlin Compton       |
| 5.  | 19 grudnia 2010                  | Black Jack Ski Club              | 10 km s. klasyczny               | Jessica Diggins       | Morgan Smyth          | Sadie Maubet Bjornsen |
| 6.  | 6 stycznia 2011                  | Lappe Nordic                     | 7,5+7,5 km bieg łączony          | Daria Gaiazova        | Brooke Gosling        | Perianne Jones        |
| 7.  | 8 stycznia 2011                  | Lappe Nordic                     | Sprint s. klasycznym             | Daria Gaiazova        | Perianne Jones        | Alysson Marshall      |
| 8.  | 9 stycznia 2011                  | Lappe Nordic                     | 10 km s. dowolnym                | Perianne Jones        | Daria Gaiazova        | Brooke Gosling        |
| 9.  | 28 stycznia 2011                 | Parc National du Mont-Orford     | 3 km s. klasyczny                | Michelle Workun-Hill  | Brittany Webster      | Camille Pepin         |
| 10. | 29 stycznia 2011                 | Parc du Mont-Orford              | 7,5 s. klasycznym                | Elizabeth Stephen     | Brittany Webster      | Michelle Workun-Hill  |
| 11. | 30 stycznia 2011                 | Parc du Mont-Orford              | 15 km s. dowolny                 | Elizabeth Stephen     | Alana Thomas          | Brittany Webster      |
| 12. | 4 lutego 2011                    | Telemark SC                      | Sprint s. dowolny                | Perianne Jones        | Sarah Daitch          | Andrea Dupont         |
| 13. | 5 lutego 2011                    | Telemark SC                      | 3 km s. klasycznym               | Perianne Jones        | Andrea Dupont         | Sarah Daitch          |
| 14. | 6 lutego 2011                    | Telemark SC                      | 10 km s. dowolnym                | Perianne Jones        | Maya MacIsaac-Jones   | Rebecca Reid          |
| 15. | 11 lutego 2011                   | Nakkertok                        | 3 km s. dowolnym                 | Emily Nishikawa       | Heidi Widmer          | Alysson Marshall      |
| 16. | 12 lutego 2011                   | Nakkertok                        | Sprint s. dowolnym               | Emily Nishikawa       | Heidi Widmer          | Erin Tribe            |
| 17. | 13 lutego 2011                   | Nakkertok                        | 15 km s. klasycznym              | Emily Nishikawa       | Sarah Daitch          | Alysson Marshall      |
|     | Noram Cup – klasyfikacja końcowa | Noram Cup – klasyfikacja końcowa | Noram Cup – klasyfikacja końcowa | Perianne Jones        | Emily Nishikawa       | Brittany Webster      |

### Klasyfikacja generalna
| Lp. | Zawodnik         | Punkty |
| --- | ---------------- | ------ |
| 1.  | Perianne Jones   | 836    |
| 2.  | Emily Nishikawa  | 635    |
| 3.  | Brittany Webster | 631    |
| 4.  | Sarah Daitch     | 580    |
| 5.  | Alysson Marshall | 538    |
| 6.  | Andrea Dupont    | 511    |
| 7.  | Alana Thomas     | 480    |
| 8.  | Daria Gaiazova   | 460    |
| 9.  | Jessica Diggins  | 431    |
| 10. | Brooke Gosling   | 418    |

## Mężczyźni

### Kalendarz i wyniki
| Lp  | Data                             | Miejscowość                      | Dystans                          | 1. miejsce       | 2. miejsce         | 3. miejsce       |
| --- | -------------------------------- | -------------------------------- | -------------------------------- | ---------------- | ------------------ | ---------------- |
| 1.  | 11 grudnia 2010                  | Sovereign Lake                   | Sprint s. klasyczny              | Drew Goldsack    | Frédéric Touchette | Graham Nishikawa |
| 2.  | 12 grudnia 2010                  | Sovereign Lake                   | 15 km s. dowolnym                | Lars Flora       | Graham Nishikawa   | Brian Gregg      |
| 3.  | 17 grudnia 2010                  | Black Jack Ski Club              | Sprint s. dowolnym               | Stefan Kuhn      | Drew Goldsack      | George Grey      |
| 4.  | 18 grudnia 2010                  | Black Jack Ski Club              | 10 km s. dowolny                 | Lars Flora       | George Grey        | Drew Goldsack    |
| 5.  | 19 grudnia 2010                  | Black Jack Ski Club              | 15 km s. klasyczny               | Stefan Kuhn      | Graeme Killick     | George Grey      |
| 6.  | 6 stycznia 2011                  | Lappe Nordic                     | 15+15 km bieg łączony            | George Grey      | Graham Nishikawa   | Drew Goldsack    |
| 7.  | 8 stycznia 2011                  | Lappe Nordic                     | Sprint s. klasycznym             | Brent McMurtry   | Stefan Kuhn        | Jesse Cockney    |
| 8.  | 9 stycznia 2011                  | Lappe Nordic                     | 15 km s. dowolnym                | George Grey      | Graham Nishikawa   | Michael Somppi   |
| 9.  | 28 stycznia 2011                 | Parc National du Mont-Orford     | 4 km s. klasyczny                | Graham Nishikawa | Stefan Kuhn        | Tim Reynolds     |
| 10. | 29 stycznia 2011                 | Parc du Mont-Orford              | 10 s. klasycznym                 | Graham Nishikawa | Drew Goldsack      | Stefan Kuhn      |
| 11. | 30 stycznia 2011                 | Parc du Mont-Orford              | 20 km s. dowolny                 | Graham Nishikawa | Pate Neumann       | Drew Goldsack    |
| 12. | 4 lutego 2011                    | Telemark SC                      | Sprint s. dowolny                | Drew Goldsack    | Matthew Wylie      | Stefan Kuhn      |
| 13. | 5 lutego 2011                    | Telemark SC                      | 3,5 km s. klasycznym             | Stefan Kuhn      | Drew Goldsack      | Graham Nishikawa |
| 14. | 6 lutego 2011                    | Telemark SC                      | 15 km s. dowolnym                | George Grey      | Graham Nishikawa   | Drew Goldsack    |
| 15. | 11 lutego 2011                   | Nakkertok                        | 3,3 km s. dowolnym               | Graham Nishikawa | Kevin Sandau       | Tim Reynolds     |
| 16. | 12 lutego 2011                   | Nakkertok                        | Sprint s. dowolnym               | Jesse Cockney    | Graham Nishikawa   | Tim Reynolds     |
| 17. | 13 lutego 2011                   | Nakkertok                        | 30 km s. klasycznym              | Graham Nishikawa | Kevin Sandau       | Michael Somppi   |
|     | Noram Cup – klasyfikacja końcowa | Noram Cup – klasyfikacja końcowa | Noram Cup – klasyfikacja końcowa | Graham Nishikawa | Drew Goldsack      | George Grey      |

### Klasyfikacja generalna
| Lp. | Zawodnik         | Punkty |
| --- | ---------------- | ------ |
| 1.  | Graham Nishikawa | 1032   |
| 2.  | Drew Goldsack    | 878    |
| 3.  | George Grey      | 844    |
| 4.  | Stefan Kuhn      | 816    |
| 5.  | Kevin Sandau     | 593    |
| 6.  | Pate Neumann     | 551    |
| 7.  | Jesse Cockney    | 536    |
| 8.  | Graeme Killick   | 469    |
| 9.  | Michael Somppi   | 463    |
| 10. | Erik Carleton    | 398    |